# 德國聯邦交通部
聯邦交通部（德語：Bundesministerium für Verkehr）是德國聯邦行政機關之一，前身為1998年成立的聯邦交通、建築及住宅部，由1949年創部之聯邦交通部與聯邦區域規劃、建築及都市發展部合併而成。2005年，部名變更為聯邦交通、建築及都市事務部，2013年起改名為聯邦交通及數位基礎設施部，2021年改為聯邦數位及交通部，2025年改為現名。

## 机构设置
該部设置内设机构9个。

### 内设机构
- 中央司（Zentralabteilung，Z）
- 新聯邦州事務司（Angelegenheiten der neuen Bundesländer，NL）
- 空间规划、城市事务、住房司（Raumordnung, Stadtentwicklung, Wohnen，SW）
- 建筑、建筑工程司（Bauwesen, Bauwirtschaft und Bundesbauten，B）
- 基本政策司（Grundsatzabteilung，A）
- 航空与航天司（Luft- und Raumfahrt，LR）
- 水运、航运司（Wasserstraßen, Schifffahrt，WS）
- 公路司（Straßenbau, Straßenverkehr，S）
- 铁路司（Eisenbahnen，E）

### 直属机构
- 联邦航空事故调查局（英语：German Federal Bureau of Aircraft Accident Investigation）
- 联邦海事保险局（英语：Federal Bureau for Maritime Casualty Investigation）
- 联邦海洋与水文局（英语：Federal Maritime and Hydrographic Agency of Germany）[1]

## 外部連結
- 官方網站 （页面存档备份，存于）